# Marathon (lied)
Marathon is een lied van de Nederlandse rapper Jebroer in samenwerking met de Nederlandse zangeres Anita Doth. Het werd in 2017 als single uitgebracht en stond in 2019 als zevende track op het album Jebroer 4 life van Jebroer.

## Achtergrond
Marathon is geschreven door Tim Kimman, Anita Doth, Eelco van Proosdij en David van Akkeren en geproduceerd door  Rät N FrikK. Het is een nummer uit de genres nederhop en hardstyle. In het lied rappen en zingen de artiesten over door blijven feesten en niet slapen, dat voelt als het lopen van een marathon. Het lied kan worden gezien als een ode aan de personen die op feesten en festivals vaak rondjes lopen.
Het is de eerste en enige keer dat de artiesten met elkaar samenwerken, een collaboratie die Jebroer omschreef als een kinderdroom voor hem. De samenwerking is tot stand gekomen via de werkgever van beiden; ze doceerden bij moment van uitbrengen beide bij de Herman Brood Academie.
De artiesten brachten ook een Duitse versie van het lied uit.

## Hitnoteringen
De artiesten hadden succes met het lied in de hitlijsten van Nederland. Het stond op de 73e plaats van de Nederlandse Single Top 100 in de enige week dat het in deze hitlijst stond. De Nederlandse Top 40 werd niet bereikt; het kwam hier tot de vijfde plaats van de Tipparade.